# Santana’s Greatest Hits
Santana’s Greatest Hits – album kompilacyjny zespołu Santana wydany w 1974.

## Lista utworów
Opracowano na podstawie materiału źródłowego.
| 1.  | „Evil Ways” (Henry)                             | 3:00  |
|     |                                                 |       |
| 2.  | „Jingo” (Olatunji)                              | 2:44  |
|     |                                                 |       |
| 3.  | „Hope You’re Feeling Better" (Rollie)           | 4:11  |
|     |                                                 |       |
| 4.  | „Samba Pa Ti” (Santana)                         | 4:47  |
|     |                                                 |       |
| 5.  | „Persuasion” (Santana band)                     | 2:34  |
|     |                                                 |       |
| 6.  | „Black Magic Woman” (Green)                     | 3:17  |
|     |                                                 |       |
| 7.  | „Oye Como Va” (Puente)                          | 4:19  |
|     |                                                 |       |
| 8.  | „Everything’s Coming Our Way” (Santana)         | 3:16  |
|     |                                                 |       |
| 9.  | „Se a Cabo” (Areas)                             | 2:51  |
|     |                                                 |       |
| 10. | „Everybody’s Everything” (Santana, Moss, Brown) | 3:31  |
|     |                                                 |       |
|     |                                                 | 34:30 |
|     |                                                 |       |

## Listy sprzedaży
| Lista           | Kraj              | Pozycja |
| --------------- | ----------------- | ------- |
| Billboard 200   | Stany Zjednoczone | 17      |
| ARIA Charts     | Australia         | 50      |
| UK Albums Chart | Wielka Brytania   | 14      |